# Baskets 96 Rahden
Die Baskets 96 Rahden waren ein deutscher Rollstuhlbasketballverein aus Rahden.

## Geschichte
Der Verein wurde im Jahre 1996 durch Stephan Rehling gegründet. Rehling wurde als Spieler mit dem USC Münster jeweils zweimal deutscher Vizemeister und deutscher Vizepokalsieger. Nach einem Motorradunfall im Jahre 1981 ist er querschnittsgelähmt und sitzt im Rollstuhl. Sportlich war der Verein ab den 2010er Jahren erfolgreich. Im Jahre 2013 stieg die erste Mannschaft in die 2. Bundesliga Nord auf. Vier Jahre später gelang der Aufstieg in die Bundesliga, dem jedoch der direkte Wiederabstieg folgte. Im Jahre 2019 stieg die erste Mannschaft wieder in die Bundesliga auf. Trainer war Josef Jaglowski, der mit dem Oettinger RBB Team Thüringen 2016 das Triple feierte und außerdem Co-Trainer der deutschen Nationalmannschaft war. Die zweite Mannschaft des vom Technologieunternehmen Harting gesponsorten Vereins gelang gleichzeitig der Aufstieg in die 2. Bundesliga Nord.
Der Verein hat sich aufgrund von finanziellen Schwierigkeiten im Juli 2021 aufgelöst. In der lokalen Presse war von Forderungen von Steuernachzahlungen über mehrere Jahre die Rede. Die Spieler hatten sich zu diesem Zeitpunkt bereits größtenteils neue Vereine gesucht. Zuvor hatten die Rahdener die erfolgreichste Saison der Vereinsgeschichte gespielt und das Halbfinale der Play-off-Runde der Bundesliga erreicht und am Europapokal teilgenommen.